# Вілька Огризкова
Вілька Огризкова (пол. Wólka Ogryzkowa) — село в Польщі, у гміні Триньча Переворського повіту Підкарпатського воєводства.
Населення — 303 особи (2011).

## Історія
У 1772—1918 рр. село було у складі Австро-Угорської монархії, у провінції Королівство Галичини та Володимирії, лівобережного Надсяння. Зокрема у 1913 р. фіксується востаннє 5 греко-католиків села, які належали до парафії Гориці Канчуцького деканату Перемишльської єпархії. У міжвоєнний період Ягелла 1 і Волька Малкова 2 греко-католиків. Греко-католики поселилися в шлибі поляків.
У 1975—1998 роках село належало до Перемишльського воєводства.

## Демографія
Демографічна структура станом на 31 березня 2011 року:
|          | Загалом | Допрацездатний вік | Працездатний вік | Постпрацездатний вік |
| -------- | ------- | ------------------ | ---------------- | -------------------- |
| Чоловіки | 161     | 43                 | 106              | 12                   |
| Жінки    | 142     | 35                 | 79               | 28                   |
| Разом    | 303     | 78                 | 185              | 40                   |